# Gesetz zur Einführung eines Lobbyregisters für die Interessenvertretung gegenüber dem Deutschen Bundestag und gegenüber der Bundesregierung
Das Gesetz zur Einführung eines Lobbyregisters für die Interessenvertretung gegenüber dem Deutschen Bundestag und gegenüber der Bundesregierung (kurz: Lobbyregistergesetz), abgekürzt LobbyRG, ist ein im April 2021 vom 20. Deutschen Bundestag verabschiedetes Bundesgesetz, das die Grundlagen eines Lobbyregisters (Lobbyregister für die Interessenvertretung gegenüber dem Deutschen Bundestag und der Bundesregierung) festlegt. Es formuliert verbindliche und
sanktionsbewehrte Vorgaben für die Interessenvertretung auf Bundesebene.

## Zweck
Das Gesetz soll die Öffentlichkeit in die Lage versetzen, zu erfahren, wer im Bereich der Interessenvertretung in wessen Namen handelt und wie sich die jeweilige Interessenvertretungstätigkeit finanziert.
Im Gesetz ist für Interessenvertreter die Pflicht festgelegt, sich im Lobbyregister für die Interessenvertretung gegenüber dem Deutschen Bundestag und der Bundesregierung einzutragen und dabei Angaben zu ihrer Person sowie zur betriebenen Interessenvertretung bereitzustellen. Verstöße gegen die Eintragungs- und Angabepflichten können als Ordnungswidrigkeiten mit einem Bußgeld sanktioniert werden.

## Inhalt
Das Gesetz enthält Vorgaben zu
- Anwendungsbereich (§ 1)
- Registrierungspflicht (§ 2)
- Registerinhalt (§ 3)
- Registereinrichtung und Registerführung (§ 4)
- Grundsätzen integrer Interessenvertretung (§ 5)
- Zugang zu den Gebäuden des Deutschen Bundestages und Teilnahme an öffentlichen Anhörungen (§ 6)
- Bußgeldvorschriften (§ 7)
- Übergangsvorschrift (§ 8)
- Bericht und Evaluierung (§ 9)
- Inkrafttreten (§ 10)

## Bericht der registerführenden Stelle
Die registerführende Stelle ist verpflichtet, alle zwei Jahre (erstmalig zum 31. März 2025) einen Bericht über die Führung des Lobbyregisters zu erstellen und diesen der Bundesregierung und dem Deutschen Bundestag vorzulegen (§ 9).

### 2022–2024
Aus dem am 24. März 2025 vorgelegten Bericht der registerführenden Stelle in der Bundestagsverwaltung „über die Führung des Registers im Zeitraum 1. Januar 2022 bis 31. Dezember 2024“ geht hervor, dass es in einer Woche (Montag bis Sonntag) durchschnittlich 21.912 Zugriffe auf die Internetseite des Lobbyregisters gab. Von den in diesen Zugriffen enthaltenen 9.107 Downloads von Dateien in bezogen sich etwa 87 Prozent auf von den Interessenvertretungen bereitgestellte Dokumente.
Im Berichtszeitraum bis 31. Dezember 2024 wurden 7.164 erstmalige Einträge im Lobbyregister veröffentlicht; das Register enthielt zum Ende des Berichtszeitraums etwa 42.000 unterschiedliche Eintragsversionen. Die Zahl der namentlich im Register eingetragenen Personen lag am 31. Dezember 2024 bei 26.998. Die Summe der Mittelwerte der jährlichen finanziellen Aufwendungen im Bereich der Interessenvertretung lag im  Geschäftsjahr 2024 bei 910.578.000 Euro. Insgesamt 20 Ordnungswidrigkeitenverfahren wurden eingeleitet, von denen vier eingestellt und drei mit einem Ordnungsgeld (zwischen 495 und 5550 Euro) beschieden wurden. Ein Prüfverfahren wegen eines nicht unerheblichen Verstoßes gegen den Verhaltenskodex wegen der wahrheitswidrigen Behauptung eines tatsächlich nicht bestehenden Näheverhältnisses zu Adressaten im Sinne des Lobbyregistergesetzes wurde festgestellt.
→siehe auch Kategorie:Eingetragen im Lobbyregister des Deutschen Bundestags

## Einführung, Inkrafttreten und Änderungen
Das Lobbyregistergesetz wurde am 16. April 2021 vom 20. Deutschen Bundestag beschlossen (BGBl. 2021 I S. 818) und trat am 1. Januar 2022 in Kraft.
Es löste die per Beschluss des Bundestages vom 21. September 1972 eingeführte Öffentliche Liste über die Registrierung von Verbänden und deren Vertretern ab. Für Informationen zur Geschichte vor dem Inkrafttreten des Gesetzes siehe Lobbyregister.
Das Lobbyregistergesetz wurde durch das zum 1. März 2024 in Kraft getretene Gesetz zur Änderung des Lobbyregistergesetzes vom 15. Januar 2024 (BGBl. 2024 I Nr. 10) geändert. Die am 19. Oktober 2023 vom Deutschen Bundestag verabschiedete und zum 1. März 2024 in Kraft getretene Reform des Lobbyregistergesetzes enthielt rund 50 Einzeländerungen am Gesetzestext.
Zuletzt erfolgte zum 18. Juni 2024 eine redaktionelle Änderung in § 7 Abs. 1 Nr. 4 LobbyRG.